# Erowid
Erowid, även kallat Erowid Center är en ideell organisation som arbetar för drogupplysning och skademinimering genom att tillhandahålla information om hur psykoaktiva substanser används i världen. Organisationen driver webbplatsen Erowid.org som primär fokus, men bidrar också med forskningsdata till andra hälso- och utbildningsorganisationer. Erowid finansieras av donationer.
Erowid dokumenterar legala och illegala substanser, med avsedda och möjliga bieffekter. Information till Erowid.org samlas från flertalet källor inklusive facklitteratur, forskning samt erfarenheter från allmänheten. Organisationen agerar också som utgivare av ny information samt bibliotek med dess kollektion av böcker, dokument och bilder.

## Historia
Erowid startades i oktober 1995 som ett projekt för en liten nischad webbplats om enteogener. De kommande åren växte trafiken och informationen utökades till att täcka fler substanser och växter med grundläggande information. Grundarna Fire och Earth Erowid började åren 1999-2000 arbeta på heltid med organisationen och volontärer började hjälpa till. Under 2008 togs webbplatsen över av den då nyligen skapade ideella organisationen Erowid Center.
Erowid har i dagsläget fyra heltidsanställda och två deltidsanställda som tillsammans med ett dussintal volontärer behandlar ny information, söker nya källor och håller webbplatsen uppdaterad. 2015 hade Erowid.org årligen 17 miljoner unika besökare.

## Digitalt bibliotek
Erowids digitala bibliotek innehöll år 2015 över 64 000 dokument inklusive erfarenhetsrapporter, artiklar, sammanfattningar från forskningsrapporter och bilder. Det finns även information som kemi, dosering, effekter, lag, hälsa och historia om över 350 substanser.

## Projekt

### Experience Vaults
Erowid tillåter användare att skicka in beskrivningar av deras personliga erfarenheter med psykoaktiva substanser, endogena eller andra spirituella upplevelser, som granskas och publiceras. Samtliga upplevelser accepteras: positiva, negativa eller neutrala. Kollektionen innehåller över 24 000 publicerade rapporter.

### EcstasyData
Erowid driver även EcstasyData.org, ett oberoende laboratorieprogram där Ecstasy som säljs på gatan testas för att kontrollera innehåll. Piller kan skickas in anonymt och undersöks därefter i licenserade laboratorium. Bilder och information kring innehåll publiceras sen på projektets webbplats, syftet är säkrare användande och dosering. Sedan år 1999 har över 6000 testresultat publicerats, 49% av testerna innehöll inget av substansen MDMA, vilket ecstasypillren sålts som.